# Bogumil
Bogumil oder Bogumił ist ein slawischer männlicher Vorname.

## Herkunft und Bedeutung
Der Name ist wahrscheinlich eine slawische Bildung von bog ‚Gott‘ und milost ‚Liebe‘. Die deutsche Entsprechung ist der Name Gottlieb.
Er wurde erstmals im 10. Jahrhundert für die religiöse Bewegung der Bogomilen in Bulgarien und deren möglichen Gründer Bogomil verwendet.
Im 11. Jahrhundert wirkte Erzbischof Bogumił von Gnesen.

## Varianten
- Bogomil – bulgarisch, kroatisch, serbisch
- Bogumił – polnisch, sorbisch
- Bohumil – tschechisch

weibliche Form
- Bogumiła

## Vorname

### Bogumil / Bogumił
- Bogumił von Gnesen († 1092), Erzbischof von Gnesen
- Bogumił von Gnesen (Seliger), Erzbischof von Gnesen
- Bogumił Andrzejewski (1922–1994), polnischer Lyriker und Linguist
- Bogumil Dawison (1818–1872), polnisch-deutscher Schauspieler
- Bogumił Godfrejów (* 1976), polnischer Kameramann
- Bogumil Goltz (1801–1870), polnischer Schriftsteller
- Bogumił Kobiela (1931–1969), polnischer Schauspieler
- Bogumił Šwjela (1873–1948), sorbischer Geistlicher
- Bogumil Zepler (1858–1918), deutscher Komponist

Zwischenname
- Samuel Bogumił Linde (1771–1847), polnischer Lexikograf, Sprachwissenschaftler und Bibliothekar, siehe Samuel Linde

### Bogomil
- Bogomil (10. Jahrhundert), möglicherweise Begründer der religiösen Bewegung der Bogomilen
- Bogomil Karlavaris (1924–2010), jugoslawischer Maler, Hochschullehrer und Pädagoge
- Bogomil Petrow Kowatschew (1954–2013), Metropolit von Warna und Weliki Preslaw, siehe Kiril Kowatschew
- Bogomil Pawlow (* 1992), bulgarischer Skispringer
- Bogomil Rainow (1919–2007), bulgarischer Schriftsteller und Kunstwissenschaftler

## Familienname
- Hartmann Bogumil (* 1938), deutscher Segler
- Jörg Bogumil (* 1959), deutscher Politik- und Verwaltungswissenschaftler
- Karlotto Bogumil (1937–2023), deutscher Archivar